# Christoph Terhechte
Christoph Terhechte (* 1961 in Münster) ist ein deutscher Journalist und Filmkritiker. Von 2001 bis 2018 war er Leiter des Internationalen Forums des Jungen Films der Berlinale. Von 2020 bis 2025 leitete er das Dok-Filmfestival Leipzig.

## Leben
Nach dem Studium der Politikwissenschaft und Journalistik in Hamburg arbeitete Terhechte seit 1984 als Filmkritiker. 1987 wurde er Redakteur der taz Hamburg. Ab 1988 war er zwei Jahre als freier Journalist in Paris tätig und gleichzeitig Mitarbeiter der Redaktion des Europäischen Low Budget Film Forums Hamburg. Beim Berliner Stadtmagazin tip übernahm er 1991 die Ressortleitung Film. Seit 1997 gehörte er dem Auswahlgremium für das Forum der Berlinale an und wurde im Juni 2001 Nachfolger von Ulrich Gregor als Leiter des Forums.
Terhechte entwickelte das Profil des Forums mit seinem politischen und avantgardistischen Anspruch und das der Berlinale als eines Publikumsfestivals weiter.
Unter seiner Ägide entstand das „Forum Expanded“, das seit 2006 künstlerische Installationen von Film- und Video-Arbeiten zu wechselnden Schwerpunkten präsentiert. Seit 2002 war Terhechte auch Mitglied des Auswahlkomitee des Berlinale-Wettbewerbs. Zum Juli 2018 gab er die Leitung des Forums ab und geht als künstlerischer Leiter zum Internationalen Filmfestival nach Marrakesch.
Im September 2019 wurde bekannt, dass er zum 1. Januar 2020 als Nachfolger von Leena Pasanen die Intendanz und künstlerische Leitung des Dok-Filmfestivals Leipzig übernehmen soll. Terhechte straffte vor allem die Programmstruktur des Festivals und stärkte den Stellenwert des Animationsfilms im Rahmen des Festivals. Er etablierte auch den Publikumswettbewerb, der mit einer Jury aus Leipziger Filmbegeisterten besetzt wurde. Weitere inhaltliche Akzente setzte Terhechte mit den zwei neuen Sektionen „Panorama: Mittel- und Osteuropa“ und „Camera Lucida“. Zudem erweiterte er die unterjährige Präsenz des Festivals mit Veranstaltungen wie den DOK Days und dem Sommerkino.
Nachdem sein Vertrag 2023 noch um weitere fünf Jahre verlängert worden war, gab das Festival im Februar 2025 bekannt, dass Terhechte 2025 seine letzte Festivalausgabe gestalten wird und danach aus gesundheitlichen Gründen in den vorzeitigen Ruhestand eintreten wird.